# ماتئو لومباردو
ماتئو لومباردو (انگلیسی: Matteo Lombardo؛ زادهٔ ۶ مارس ۱۹۸۵) بازیکن فوتبال اهل ایتالیا است.
از باشگاه‌هایی که در آن بازی کرده‌است می‌توان به باشگاه فوتبال اینتر میلان و باشگاه فوتبال پیستویزه اشاره کرد.